# 圉公陽
圉公陽（?—?），春秋时期楚国人，《史记·楚世家》作屈固。
前479年（周敬王四十一年、鲁哀公十六年、楚惠王十年），白公胜之乱，杀害子西、子闾，带着楚惠王到高府，白公胜派石乞守门，就要弑君。圉公阳在宫墙上打开一个洞，背着楚惠王到了楚昭王夫人的宫中，楚惠王得以不死。叶公沈诸梁联合国人平定叛乱，杀死白公胜。